# 駒不動大助
駒不動 大助（こまふどう だいすけ、1965年9月15日 - ）は、富山県富山市出身で放駒部屋（入門時は花籠部屋）に所属した元大相撲力士。本名は新木数人（あらき かずひと）。最高位は西前頭13枚目（1989年9月場所）。身長181cm、体重149kg、得意手は左四つ、寄り、吊り、うっちゃり。趣味はカラオケ。血液型はO型。好物は焼き肉。

## 来歴
小学校ではサッカーをやっていたが、6年生から柔道を始め、富山第一高校に進学してから高校 1年生まで続けたが、柔道部監督が11代花籠（元前頭3・大ノ海）と知り合いだったので、監督に紹介されて花籠部屋へ入門した。1984年1月場所で本名「新木」で初土俵を踏む。1985年12月には12代花籠（元横綱・輪島）が自身の年寄名跡を借金の担保にしていた問題の責任を取って廃業したために、閉鎖された花籠部屋から放駒部屋へ移籍した。初土俵から順調に出世して2年程で幕下へ昇進し、1986年11月場所では幕下筆頭まで番付を上げたが3勝4敗と負け越し、十両昇進を逃した。そこから1年程は幕下中位から下位に低迷した。1988年に入ると順調に番付を戻し、1988年11月場所で十両へ昇進した。その場所は4勝11敗と大きく負け越して1場所で幕下へ陥落した。1場所で十両へ復帰すると、3場所連続で勝ち越して1989年9月場所で新入幕を果たした。その場所は5勝10敗と負け越して1場所で十両へ陥落、結局幕内を務めたのはこの1場所に終わっている。左四つからの寄りを得意としたが、足腰が強く、怪力だったことから吊り出しやうっちゃり、極め出しも得意とした。しかし、攻め込まれてからの相撲が多かったため、負傷が多く、気の弱さと相まって幕内では通用しなかった。十両でも負け越しが続き1990年7月場所で幕下へ陥落、1991年5月場所で十両へ復帰したが、翌7月場所で右膝を負傷して途中休場、再度幕下へ陥落、1992年11月場所で再度十両へ復帰、11勝4敗の好成績で十両優勝を果たし、十両上位まで番付を戻したが、幕内へ復帰することはできなかった。1995年11月場所限りで廃業。廃業後は東京・荻窪で『季節料理 駒不動の店 生粋東京』を経営したが、2004年に閉店している。

## 略歴
- 1984年1月場所 花籠部屋（師匠:第54代横綱輪島）から初土俵を踏む。
- 1985年12月 師匠の不祥事により放駒部屋へ転籍。
- 1988年11月場所 新十両。
- 1989年9月場所 新入幕。
- 1995年11月場所 廃業。

## 主な成績
- 通算成績：333勝278敗23休　勝率.545
- 幕内成績：5勝10敗　勝率.333
- 現役在位：72場所
- 幕内在位：1場所
- 各段優勝
  - 十両優勝：1回（1992年11月場所）

### 場所別成績
| | 一月場所 初場所（東京） | 三月場所 春場所（大阪） | 五月場所 夏場所（東京） | 七月場所 名古屋場所（愛知） | 九月場所 秋場所（東京） | 十一月場所 九州場所（福岡） |
| --- | ----------------------- | ----------------------- | ----------------------- | --------------------------- | ----------------------- | --------------------------- |
| 1984年 （昭和59年） | （前相撲）              | 西序ノ口35枚目 5–2      | 西序二段109枚目 6–1     | 西序二段46枚目 5–2          | 西序二段14枚目 6–1      | 西三段目56枚目 4–3          |
| 1985年 （昭和60年） | 西三段目37枚目 3–4      | 東三段目49枚目 4–3      | 東三段目32枚目 4–3      | 東三段目20枚目 休場 0–0–7   | 東三段目71枚目 5–2      | 東三段目44枚目 5–2          |
| 1986年 （昭和61年） | 東三段目10枚目 6–1      | 西幕下38枚目 6–1        | 東幕下19枚目 4–3        | 西幕下13枚目 4–3            | 西幕下6枚目 5–2         | 西幕下筆頭 3–4              |
| 1987年 （昭和62年） | 西幕下4枚目 3–4         | 西幕下9枚目 3–4         | 東幕下15枚目 2–5        | 東幕下32枚目 2–5            | 東幕下56枚目 5–2        | 東幕下35枚目 4–3            |
| 1988年 （昭和63年） | 東幕下26枚目 4–3        | 東幕下15枚目 3–4        | 東幕下22枚目 5–2        | 西幕下13枚目 6–1            | 東幕下3枚目 6–2         | 西十両11枚目 4–11           |
| 1989年 （平成元年） | 東幕下5枚目 5–2         | 東十両13枚目 8–7        | 西十両9枚目 10–5        | 西十両2枚目 10–5            | 西前頭13枚目 5–10       | 東十両6枚目 6–9             |
| 1990年 （平成2年） | 東十両11枚目 7–8        | 東十両12枚目 8–7        | 西十両9枚目 4–11        | 東幕下5枚目 3–4             | 東幕下9枚目 5–2         | 西幕下3枚目 3–4             |
| 1991年 （平成3年） | 東幕下6枚目 5–2         | 東幕下4枚目 5–2         | 東十両12枚目 9–6        | 東十両7枚目 3–3–9           | 西幕下3枚目 休場 0–0–7  | 西幕下3枚目 3–4             |
| 1992年 （平成4年） | 西幕下7枚目 3–4         | 東幕下13枚目 4–3        | 東幕下11枚目 4–3        | 東幕下6枚目 4–3             | 東幕下3枚目 6–1         | 東十両12枚目 優勝 11–4      |
| 1993年 （平成5年） | 西十両4枚目 6–9         | 東十両9枚目 7–8         | 西十両10枚目 8–7        | 西十両9枚目 3–12            | 西幕下9枚目 3–4         | 東幕下15枚目 6–1            |
| 1994年 （平成6年） | 西幕下6枚目 5–2         | 西幕下筆頭 5–2          | 東十両11枚目 6–9        | 東幕下3枚目 4–3             | 西幕下2枚目 2–5         | 東幕下14枚目 3–4            |
| 1995年 （平成7年） | 東幕下22枚目 6–1        | 東幕下8枚目 2–5         | 東幕下25枚目 3–4        | 西幕下36枚目 3–4            | 西幕下45枚目 5–2        | 東幕下28枚目 引退 3–4–0     |
| 各欄の数字は、「勝ち-負け-休場」を示す。 優勝 引退 休場 十両 幕下 三賞：敢=敢闘賞、殊=殊勲賞、技=技能賞 その他：★=金星 番付階級：幕内 - 十両 - 幕下 - 三段目 - 序二段 - 序ノ口 幕内序列：横綱 - 大関 - 関脇 - 小結 - 前頭（「#数字」は各位内の序列） |                         |                         |                         |                             |                         |                             |

## 幕内対戦成績
| 力士名   | 勝数 | 負数 | 力士名 | 勝数 | 負数 | 力士名 | 勝数 | 負数 | 力士名 | 勝数 | 負数 |
| -------- | ---- | ---- | ------ | ---- | ---- | ------ | ---- | ---- | ------ | ---- | ---- |
| 板井     | 0    | 1    | 恵那櫻 | 0    | 1    | 騏ノ嵐 | 1    | 0    | 久島海 | 0    | 1    |
| 琴錦     | 0    | 1    | 琴富士 | 1    | 0    | 逆鉾   | 1    | 0    | 陣岳   | 0    | 1    |
| 孝乃富士 | 1    | 0    | 隆三杉 | 0    | 1    | 栃司   | 0    | 1    | 益荒雄 | 1    | 0    |
| 若瀬川   | 0    | 1    |        |      |      |        |      |      |        |      |      |

## 四股名変遷
- 新木 数人（あらき かずひと）1984年1月場所 - 9月場所
- 花乃若 数人（はなのわか -）1984年11月場所 - 1988年3月場所
- 駒不動 大助（こまふどう だいすけ）1988年5月場所 - 1995年11月場所